# Hammersee (Schlaubetal)
Der Hammersee ist ein See südlich von Müllrose und östlich von Beeskow. Das Angelgewässer liegt im Naturpark Schlaubetal. Er wird von der Schlaube durchflossen.

## Fischerei
Der See wird durch einen Fischereibetrieb genutzt, es gibt vor allem Bestände von Aal, Barsch, Hecht, Karpfen, Schleien, Wels und Zander. Der See darf mit Leihbooten zum Angeln befahren werden.

## Sonstiges
Im See leben unter anderem auch Fischotter, wie man Tafeln am Gewässer entnehmen kann.
Am See liegen das Forsthaus Siehdichum, heute ein Ausflugsrestaurant, und das ehemalige Siehdichum, als Teil von Schernsdorf heute zur neu gebildeten Gemeinde Siehdichum gehörig.